# Nation innue de Matimekush-Lac John
La Nation innue de Matimekush-Lac John, dont le nom officiel est La Nation Innu Matimekush-Lac John, est une Première Nation innue au Québec au Canada. La bande est basée à Schefferville sur la Côte-Nord et elle possède deux réserves dans la même région. Le nom Matimekush signifie « petite truite » en innu-aimun. En 2016, la bande a une population inscrite de 985 membres. Elle est gouvernée par un conseil de bande et fait partie du conseil tribal Mamuitun.

## Démographie
Les membres de la Première Nation de Matimekush-Lac John sont des Innus. En novembre 2016, la bande avait une population inscrite totale de 985 membres dont 117 vivaient hors réserve. Selon le recensement de 2011 de Statistiques Canada, l'âge médian de la population est de 25,8 ans.

## Géographie

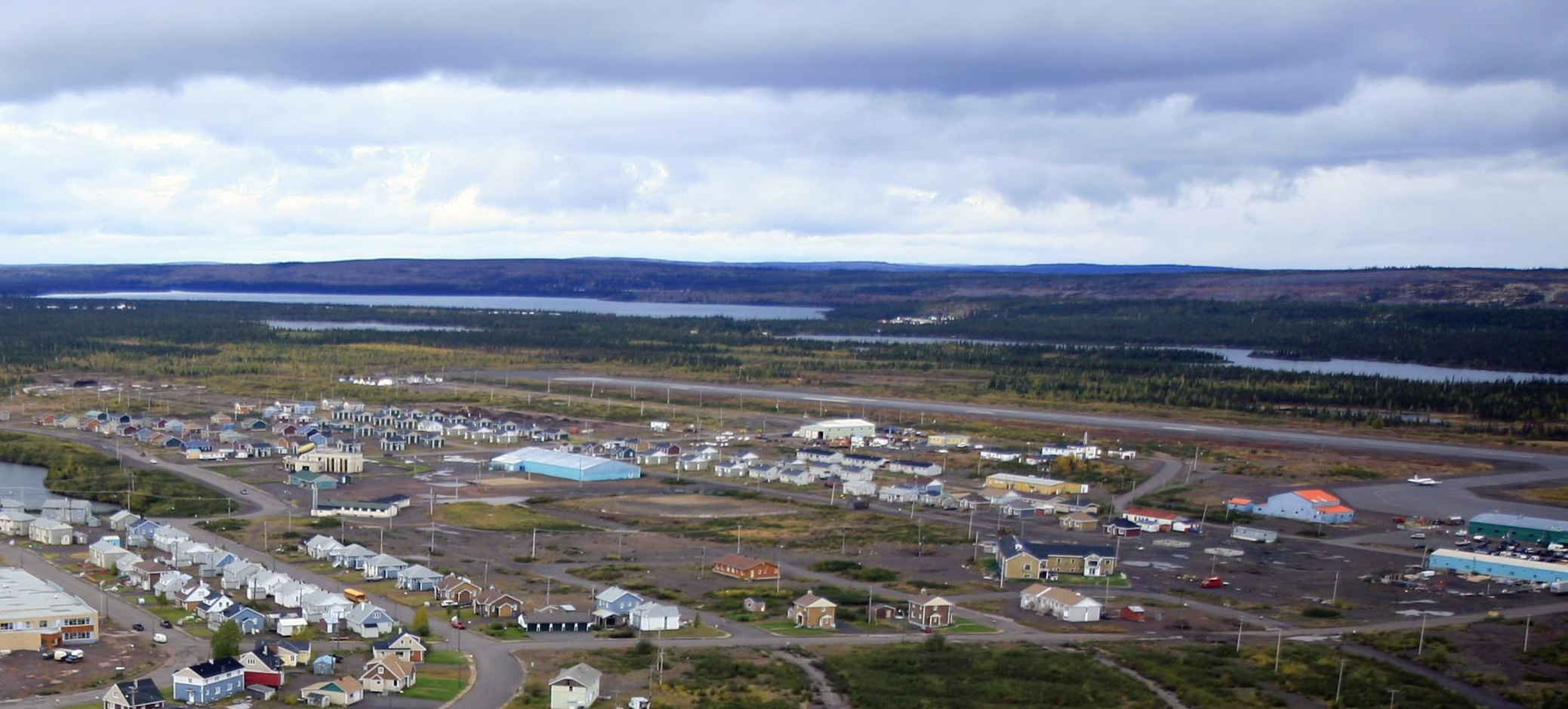
La réserve indienne de Matimekosh 3 enclavée dans Schefferville

Le conseil de bande de la Nation innue de Matimekush-Lac John est basé à Schefferville sur la Côte-Nord au Québec. La bande possède deux réserves indiennes dans la région de Schefferville à environ 510 km au nord de Sept-Îles : Matimekosh 3 qui est enclavée dans le territoire de la ville de Schefferville et Lac John située à 2 km à l'est de Schefferville. Lac John couvre une superficie de 23,3 hectares et Matimekosh 70,9 hectares. Matimekosh est la réserve la plus populeuse, Lac John n'ayant qu'une vingtaine d'habitants. La ville importante située la plus proche est Sept-Îles.

## Langues
La langue des Innus est l'innu-aimun. Selon le recensement de 2011 de Statistiques Canada, sur une population totale de 565 personnes, 96,5 % de la population connaissent une langue autochtone. Plus précisément, 95,6 % ont une langue autochtone encore parlée et comprise en tant que langue maternelle et la même proportion parle une langue autochtone à la maison. En ce qui a trait aux langues officielles, 23 % de la population connaissent les deux, 61,9 % connaissent seulement le français, 5,3 % connaissent seulement l'anglais et 9,7 % en connaissent aucune.

## Gouvernement
La Nation innue de Matimekush-Lac John est gouvernée par un conseil de bande élu selon un système électoral selon la coutume basée sur la section 11 de la Loi sur les indiens. Pour le mandat de 2016 à 2019, ce conseil est composé du chef Tshani Ambroise et de quatre conseillers. La bande fait partie du conseil tribal Mamuitun.